# Günther Knauss
Günther „Moses“ Knauss (* 14. Februar 1943 in Füssen; † 6. Februar 2022 ebenda) war ein deutscher Eishockeytorwart und Kommunalpolitiker.

## Eishockey
Günther Knauss spielte in seiner Karriere von 1961 bis 1971 ausschließlich für den EV Füssen. Mit dem Club wurde der Torhüter sechs Mal Deutscher Meister (1963, 1964, 1965, 1968, 1968/69, 1970/71) und gewann in Davos den Spengler Cup 1964. Für die deutsche Nationalmannschaft absolvierte Knauss 44 Länderspiele und nahm an den Olympischen Spielen 1968 im französischen Grenoble teil. Er war einer der ersten Torhüter in West-Deutschland, der mit einer Torwartmaske spielte.

## Politik
Als Kommunalpolitiker war Günther Knauss von 1972 bis 2014 Mitglied des Stadtrates Füssen. Zusätzlich war er 
von 1984 bis 1990 Zweiter Bürgermeister der Stadt und hatte von 1990 bis 1996 das Amt des Dritten Bürgermeisters inne.